# Аїда де Акоста

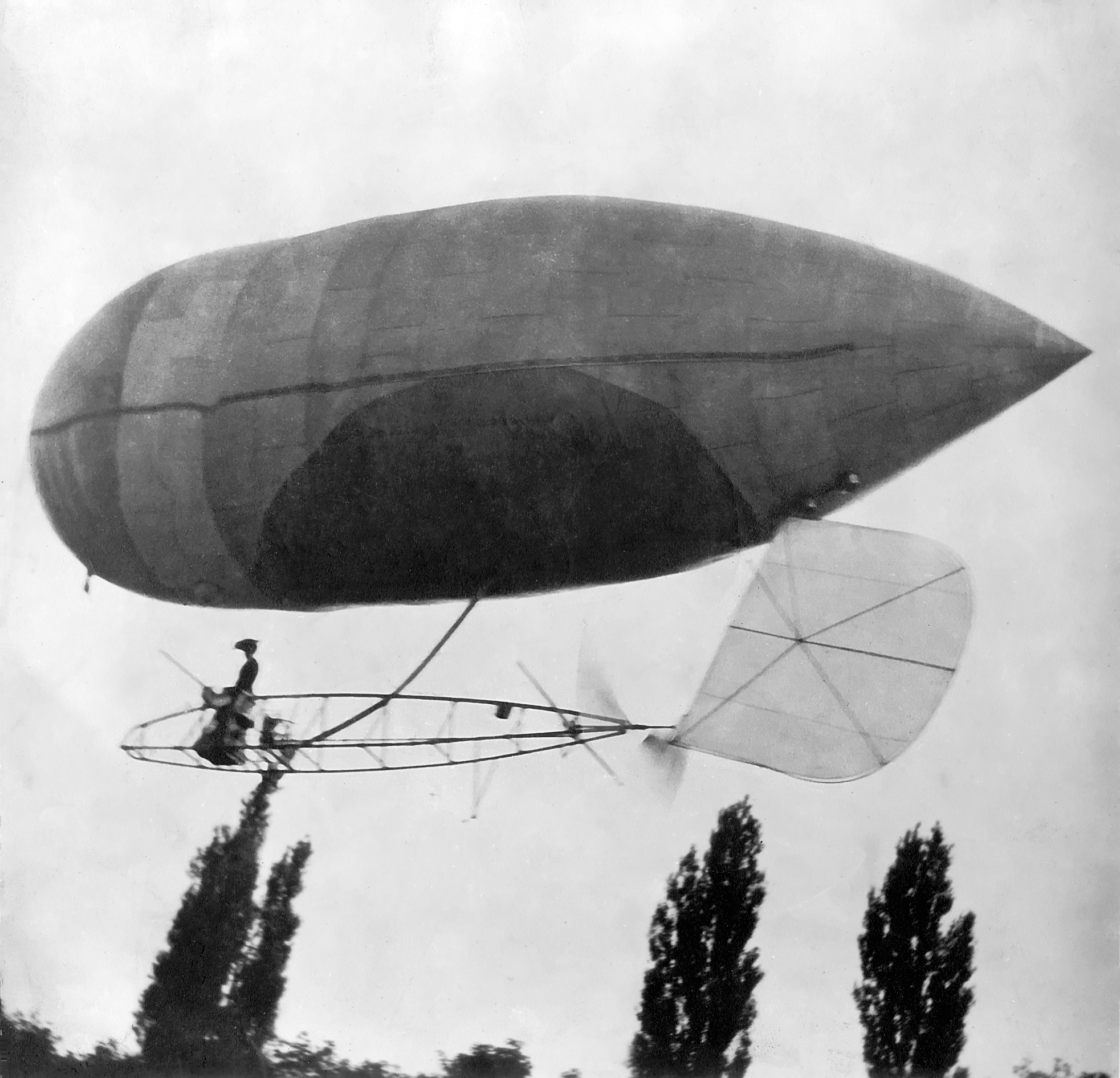
Політ Аїди д Акоста, 1903

Аїда Марта де Акоста Брекенридж (англ. Aida de Acosta Root Breckinridge, 28 липня 1884 — 26 травня 1962) — американська льотчиця, активістка офтальмології та феміністка. Першою з жінок здійснила самостійний політ на дирижаблі (червень 1903), майже за 6 місяців до того, як брати Райт вперше полетіли на літальному апараті, важчому за повітря. Заснувала перший очний інститут у США, виконавча директорка першого банку очей у США.

## Життєпис
Народилася в Ельбероні, штат Нью-Джерсі, 28 липня 1884 року, у родині нащадки іспанських герцогів Альба Мікаели Ернандес де Альба y де Альба та кубинського цукрозаводчика Рікардо де Акоста. Серед її семи братів і сестер були письменниці та соціалістки Мерседес де Акоста та Рита де Акості Лідіґ.
Відвідувала жіночий монастир Святого Серця в Парижі.
У шлюбі з Ореном Рутом народила сина Орена Рута IV (1911–1995) та дочку Альву де Акоста Рут (1914 р.н.), розлучилася. У 1927 році одружилася з Генрі Бреккінджером, юристом і колишнім помічником військового секретаря. Розлучилася.
Аїда де Акоста дотримувалася феміністичних поглядів. Доньку вона назвала на честь суфражистки Альви Белмонт.
У 1922 втратила зір на одне око внаслідок глаукоми.
Померла в Бедфорді, США у віці 77 років.

## Діяльність
Аїда де Акоста була лідеркою у багатьох аспектах, головним з яких був банк очей: центр, в якому людські рогівки зберігалися до трансплантації. З 1945 року до виходу на пенсію в 1955 році де Акоста отримала 4500 людських очей.

### Політ
У 1903 році 19-річна Аїда де Акоста, будучи з матір'ю в Парижі, вперше побачила дирижаблі. Потім взяла лише три уроки польотів у Альберто Сантос-Дюмона, перш ніж піднятися в небо на його особистому дирижаблі «№ 9». Перший самостійний політ вона здійснила з Парижа до Шато-де-Багатель 27 червня 1903 року, а Сантос-Дюмон їхав на велосипеді внизу, розмахуючи руками та вигукуючи поради.
Пізніше Акоста згадувала, що після першого приземлення Сантос-Дюмон запитав її, як вона почувається. «Це дуже приємно, пане Сантос-Дюмон», відповіла вона. «Мадемуазель, — вигукнув він, ви перша жінка-аеропілот у світі!». Аїда де Акоса була першою жінкою, яка пілотувала моторизований літальний апарат, майже за 6 місяців до польоту братів Райт.
Перший політ завершився на полі для поло в Багатель на північному кінці Булонського лісу під час матчу між командою та британською командою. Подивившись поло з Сантосом-Дюмоном, Акоста повернулася на дирижабль та полетіла назад до Нейї-Сент-Джеймса, уся подорож тривала півтори години. Аїда де Акоста — єдина людина, якій Сантос-Дюмон коли-небудь дозволяв керувати будь-яким зі своїх багатьох літаків.
Почувши про політ, батьки де Акоста були в жаху. Вони були впевнені, що жоден чоловік не одружиться з жінкою, яка зробила подібне, тому їм вдалося замовчувати політ, поки де Акоста в 1930-х переповіла історію своєму чоловікові Джорджу Калнану.

### Медицина
Після втрати зору на одне око внаслідок глаукоми Аїда де Акоста почала відстоювати покращення послуг зі здоров'я очей і очолила перший в Америці банк очей.
У 1922 році Аїда де Акоста захворіла на глаукому. Офтальмологу Вільяму Х. Вілмеру вдалося врятувати лише друге око. Де Акоста організувала кампанію зі збору коштів, у результаті якої було зібрано 3 мільйони доларів, та профінансувала створення в 1925 році першого очного інституту в США, Інституту зору Вілмера в лікарні Джона Гопкінса, першого очного інституту в США. У 1945 році стала виконавчою директоркою Eye-Bank for Sight Restoration у Нью-Йорку, першого очного банку в США.
Також Аїда де Акоста плідно працювала у сфері громадського здоров'я загалом. Вона була директоркою публікацій та промоції Асоціації дитячого здоров'я, ініціювавши ідею відзначати 1 травня як День здоров'я дитини, вперше проголошений президентом Кулідж у 1928 році.
У 1935 році призначена головою нового Муніципального художнього комітету, сформованого для «стимулювання мистецького життя та самовираження міста». Наступні п'ять років де Акоста рекламувала експонати в муніципальній галереї мистецтв, опери в міських школах, конкурси пісень, редагувала міський художній журнал «Виставка». Редагувала календар першого в місті літнього фестивалю, перелічуючи культурні заходи міста. Вона очолювала комітет до 1939 року.
Також очолювала Службу пограничних сестер, відділ медичних служб Асоціації покращення стану бідних та Нью-Йоркський комітет Національного фонду війни. Директорка з космосу та реклами Американського Червоного Хреста.